# Eriphosoma barbiellinii
Eriphosoma barbiellinii là một loài bọ cánh cứng trong họ Cerambycidae.